# Troupe de La Monnaie en 1725

## Composition de la troupe duThéâtre de la Monnaieen1725
L'année théâtrale commence le 2 avril 1725 et se termine le 9 mars 1726.
| Acteurs et chanteurs | Actrices et chanteuses |
| -------------------- | ---------------------- |
| Autreau              | Brochet                |
| Beaufort             | Choisy cadette         |
| Creté                | Dandane                |
| De Bret              | De Camp                |
| De Velois            | De Velois              |
| Delsart              | Dujardin               |
| Fiévet               | Dupré mère             |
| Guette               | Fiévet                 |
| Museur               | Ketel                  |
| Olivier              | Rousseau               |
| Renaud               | Saint-Germain          |
| Scouteten            |                        |
| Van Halen            |                        |
| Vidy                 |                        |
| Weynincx             |                        |
| Danseurs             | Danseuses              |
| Bayre                | Choisy l'aînée         |
| De Camp              | Dupré fille            |
| Du Fresne            | Florence               |
| Partouche            | Le Poste               |
| Perez                | Pontroland             |
| Tillier              | Robert                 |
| Van Wichel           | Vilabelle              |

### Source
- Livret de Pirithoüs, Bruxelles, 1725.